# Mieczysław Zembrzuski
Mieczysław Zembrzuski (ur. 16 lutego 1927 w Rypinie, zm. 15 września 1990 we Wrocławiu) – polski inżynier, specjalista teorii spalania, profesor Politechniki Wrocławskiej.

## Życiorys
Szkołę powszechną skończył w Toruniu, tam też rozpoczął naukę na poziomie gimnazjalnym, którą musiał przerwać wobec wybuchu II wojny światowej. Znalazł się wówczas wraz z rodzicami w Warszawie, gdzie za udział w tajnych kompletach był w 1941 więziony. Kolejne lata wojenne spędził w Szczucinie i ponownie w Warszawie. W 1945 wznowił naukę w liceum w Dąbrowie Tarnowskiej, potem uczył się w Legnicy. W 1947, po uprzednim odbyciu kursu wstępnego, został studentem Politechniki Wrocławskiej. Już jako student w 1951 uzyskał zatrudnienie na uczelni w charakterze młodszego asystenta w Katedrze Samochodów i Ciągników; w 1953 został asystentem w Katedrze Pomiarów Maszyn. Od 1961, z dyplomem doktora nauk technicznych, był adiunktem w Katedrze Elementów Maszyn na Wydziale Mechanicznym Politechniki Wrocławskiej. W 1963 przeszedł na analogiczne stanowisko w Katedrze Kotłów Parowych (później przemianowanej na Katedrę Urządzeń Kotłowych) na ówczesnym Wydziale Mechaniczno-Energetycznym. W 1970, po przedstawieniu rozprawy Spalanie pojedynczych ziaren węgla przy skończonych nadmiarach powietrza, uzyskał habilitację.
W 1970 po obronie pracy habilitacyjnej bezskutecznie ubiegał się o zezwolenie władz państwowych na wyjazd na staż naukowy do USA; zgody udzielono mu dopiero po siedmiu latach. Staże odbył ponadto w Norwegii, Jugosławii i Anglii. Od 1971 kierował kolejno Zakładem Teorii Spalania i Zakładem Spalania i Detonacji, od 1987 był zastępcą dyrektora Instytutu Techniki Cieplnej i Mechaniki Płynów. W latach 1981–1987 pełnił funkcję prodziekana Wydziału Mechaniczno-Energetycznego. W 1979 został profesorem nadzwyczajnym, w 1980 – profesorem zwyczajnym. W roku akademickim 1985/1986 wygłosił wspólny dla Politechniki i Uniwersytetu Wrocławskiego wykład inauguracyjny Ekologia a rozwój ludzkości, ogłoszony następnie drukiem w piśmie „Sigma” (nr 111, 1985/1986). Brał udział w pracach Komitetu Termodynamiki i Spalania Polskiej Akademii Nauk, a we wrocławskim oddziale PAN przewodniczył Komisji Budownictwa i Mechaniki. Był także członkiem Wrocławskiego Towarzystwa Naukowego.
Specjalizował się w teorii spalania. Ogłosił niemal 170 prac (jako autor lub współautor) w pismach polskich i zagranicznych, ponadto miał w dorobku patenty, dotyczące konstrukcji specjalistycznej aparatury naukowej. Wchodził w skład kolegium redakcyjnego międzynarodowego czasopisma „Archivum Combustionis”.
Pochowany został na Cmentarzu św. Wawrzyńca we Wrocławiu.

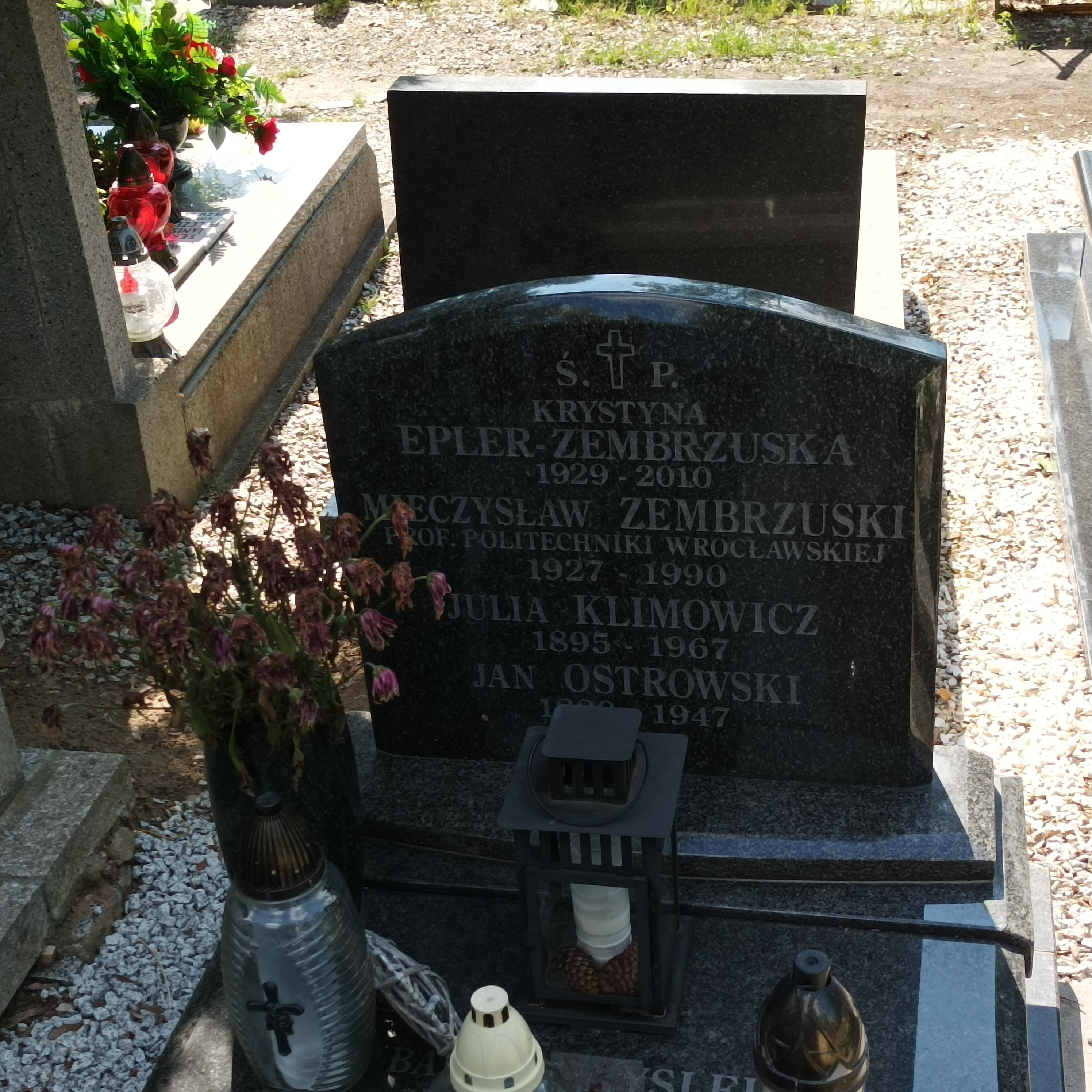
Grób prof. Mieczysława Zembrzuskiego na cmentarzu św. Wawrzyńca we Wrocławiu